# 闪存控制器
快闪记忆体控制器或称闪存控制器、闪存主控芯片管理存储在闪存中的数据，并与计算机或电子设备进行通信。一般快闪记忆体控制器可设计为工作在低占空比的环境，如SD卡，CF卡，或其他类似的媒体，数码相机，个人数位助理（PDA），移动电话等使用闪存控制器与个人电脑通过USB低占空比端口沟通。闪存控制器也可以设计为高占空比的环境，如用于电脑系统作为关键数据存储、清理任务等企业级存储阵列的固态硬盘（SSD）上。

## 初始设置
在闪存存储设备最初被制造出来的时候，闪存控制器首先会格式化闪存才能投入到工作中。因制作工艺问题，任何闪存制成时都或多或少有坏的记忆体单元，为确保设备运行正常，控制器能检测出已坏不能工作的快闪记忆体单元，并分配备用单元将坏的单元取代。控制器会指定某些部分的单元用于存储固件驱动、特定存储设备的操作格式和控制器其它特殊功能等。闪存控制器接着会创建的目录结构，控制器管理逻辑扇区的请求转换为实际的闪存芯片的物理位置上。

## 读取写入和擦除规范
当系统或设备需要读取数据或将数据写入到闪存，它会与闪存控制器进行沟通。一些结构简单的设备，如SD卡和USB闪存驱动器通常有一个闪速存储器芯片同时连接数的限制操作，其会限制各个闪速存储器芯片的速度。相反，一个高性能的固态硬盘将有多达100个或更多的控制器模组在矩阵组织并行通信路径里，使可能比一个单一的闪存芯片的速度快许多倍。

## 均衡损耗和闪存使用寿命
闪存有可承受有限数目的擦除周期，就是说闪存有擦写次数限制。如果一个程序去反复擦除写入同一闪存单元，会过早地结束该单元的生命，从而出现坏道故障。出于这个原因，闪存控制器使用的技术称为均衡损耗法，在SSD闪存块的所有写入动作尽可能有序地均匀于每一个闪存单元上。在一个完美的理论方案里，这将使每一块被写入的闪存单元最后同时到达其最大的寿命。闪存控制器会监察每一个闪存单元的使用次数，当文件需要写入时，使用次数较少的闪存单元会被优先选用。当用户删除文件时，实际上并没有删除只是在分区表等记录删除标识以提高寿命。任何对闪存的写入操作就是在减少其寿命，闪存控制器限制不能通过一般方法重复写入同一闪存单元，其会轮流让闪存单元被执行写入动作，我们可以根据生产厂家给出的默认参数得出大致的可使用时长
- 计算：一个闪存大储存盘有128GB实际容量，查看该产品的闪存颗粒为1000次刷写寿命[3]
- 则：总可刷写量 = 128GB x 1000 = 128000GB
- 假设：平均每日日常使用会刷写50GB容量
- 估算使用寿命  = 128000GB ÷ 50GB/天 = 2560天 ≈ 7年

当然这只是估算，不过也可以看出使用寿命与闪存容量、闪存颗粒和工作环境有关。

## 碎片文件整理
一般使用闪存盘时，是不需要定时对闪存盘里的碎片文件进行整理的，因为闪存盘的闪存控制器会自主完成该操作。一旦每块闪存单元都已被写入一次，闪存控制器将会标记碎片文件做成的文件间隙所占用的单元为陈旧单元，即不再有当前的数据。这些单元中的数据换成正等待被删除，新的数据可以被写入。这是一个过程被称为碎片回收（GC）。所有的SSD、CF卡和其他闪存设备将包括某种程度的垃圾收集。不同的闪存控制器所整理的速度不同。相对于一般机械硬盘，乱序储存的文件并不影响闪存盘的读写速度，因为闪存盘不使用磁头读写，没有频繁划动磁头导致读写速度减慢这一影响因素。

## 参看
- 内存控制器
- 闪存
- 固态硬盘
- 闪存转换层